# Emballonura dianae
Emballonura dianae es una especie de murciélago de la familia Emballonuridae.

## Distribución geográfica
Se encuentra en Papúa Nueva Guinea e Islas Salomón.

## Estado de conservación
Se encuentra amenazada de extinción por la pérdida de su hábitat natural.